# Marie Dressler
Marie Dressler (Leila Marie Koerber) (1868. november 9. – 1934. július 28.) Oscar-díjas kanadai színésznő.

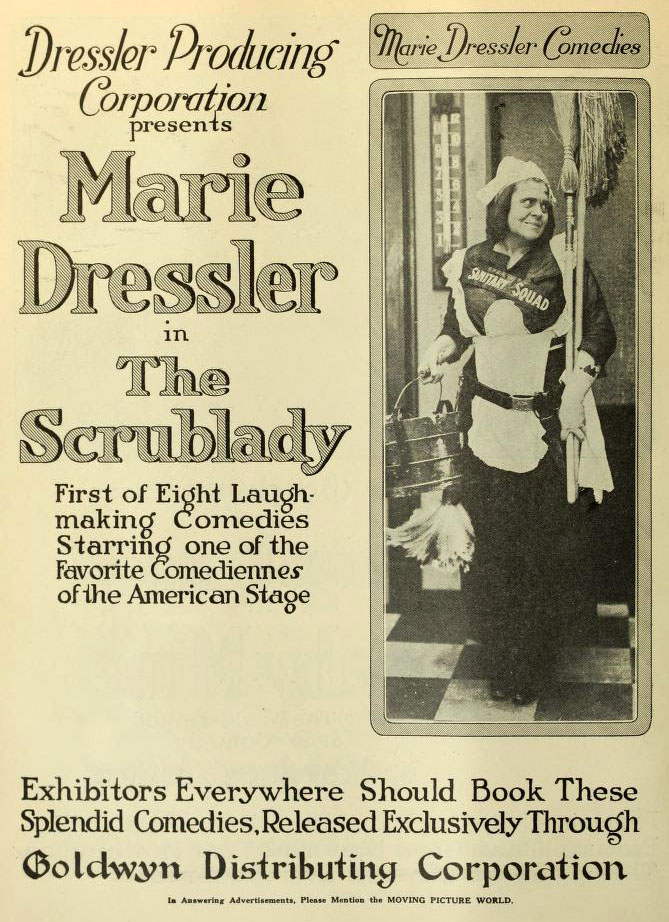
The Scrublady (1917)

## Színházi karrierje
Leila Marie Koerber néven látta meg a napvilágot az ontarioi Cobourgben 1868-ban Alexander Rudolph Koerber és Anna Henderson lányaként. Édesapja osztrák születésű volt. Dresslernek már fiatalon megvolt az a képessége, hogy megnevettesse a körülötte lévő embereket, így már 14 évesen el is kezdte színészi karrierjét, egy operatársulathoz csatlakozott.
1892-ben debütált a Broadwayen. Később elismert vidám operett színésznővé vált. A műfajban nem utolsósorban a molett testalkata tette ismertté, ami divatos volt akkoriban. Egy fitness edző szolgáltatásait is igénybe vette, hogy testsúlya a megfelelő legyen.
1902-ben a szintén kanadai, később befolyásos filmproducerré váló Mack Sennettnek segített színházi munkát találni.

## Filmes karrierje
1914-ben Sennett már hollywoodi producerként főszerepet ajánlott neki a Tillie's Punctured Romanceban, ahol partnere a frissen felfedezett Charlie Chaplin volt. A szerepet még két folytatásban is eljátszotta, majd 1918-ban visszatért a színpadra.
1927-ben a színházi társaságok titkon fekete listára tették egy munkaügyi vitában való álláspontja miatt. Frances Marion a Metro-Goldwyn-Mayer forgatókönyvírója sietett a segítségére, és ajánlotta be a stúdiófőnök Irving Thalbergnek. Ezért Dresslernek még abban az évben sikerült visszatérnie a vászonra a The Callahans and the Murphys című vígjátékkal.
Dressler számára a hangosfilmek betörése nem jelentett problémát, erős hangjával szimpatikus és mogorva karaktereket is egyaránt el tudott játszani. 1930-ban az Anna Christieben Greta Garbo volt a partnere, és a fiatal színésznőt annyira lenyűgözte a játéka, hogy az MGM gyorsan aláírt Dresslerrel egy heti ötszáz dolláros szerződést.
A robusztus, nagydarab Dressler a vígjátékokkal vált igazán sikeressé. Annak ellenére, hogy már elmúlt 60 éves, hamar Hollywood egyik legnépszerűbb színésznőjévé vált. A Min és Billben nyújtott alakításáért el is nyerte az Oscar-díjat legjobb női főszereplői kategóriában 1931-ben. A következő évben az Emmáért ismét jelölték.
1933-ban a Vacsora nyolckor, melyben olyan színészekkel játszott, mint John Barrymore, Lionel Barrymore, Wallace Beery vagy Jean Harlow kasszasiker lett. Ráadásul a film bemutatója után a Time augusztusi számának címlapjára is rákerült. Újonnan egekbe szökő karrierje viszont 1934-ben hirtelen véget ért, amikor rákot diagnosztizáltak nála.
Dressler élete során több mint 40 produkcióban szerepelt. Legnagyobb sikereit azokkal a hangosfilmekkel érte el, melyekben az utolsó éveiben játszott. Soha nem találta magát vonzónak, életrajzi regényének azt a címet adta, hogy Egy rút kiskacsa meséje.

## Halála
1934. július 28-án, szombaton hunyt el, 65 éves korában a kaliforniai Santa Barbarán. A glendale-i Forest Lawn Memorial Parkban helyezték örök nyugalomra.
A filmiparban betöltött helyének köszönhetően csillagja megtalálható a Hollywood Walk of Fame-en.

## Öröksége
Szülővárosában, Cobourgban minden évben megtartják Marie Dressler Alapítvány Film Fesztivált.
A Kanadai Posta 2008-ban Dressler tiszteletére adott ki emlékbélyeget a Kanada Hollywoodban című sorozat keretében.
A késői '90-es években két életrajzi regényt is megjelent Dresslerről. Az egyiket a szintén ontariói születésű Betty Lee írta Marie Dressler: A legszerencsétlenebb filmcsillag címmel. A másikat pedig Matthew Kennedy Marie Dressler: Egy életút címmel. Bár ezek olyan spekulatív állításokat is tartalmaznak, hogy Dressler azért állt olyan közel Claire Du Brey egykori némafilm színésznőhöz, mert biológiailag az édesanyja lett volna.

## Oscar-díj
- Oscar-díj
  - díj: legjobb női főszereplő – Min és Bill (1931)
  - jelölés: legjobb női főszereplő – Emma (1932)

## Jelentősebb filmjei
- 1933: Vacsora nyolckor (Dinner at Eight) – Carlotta Vance
- 1932: Emma – Emma Thatcher Smith
- 1930: Min és Bill (Min and Bill) – Min Divot
- 1930: Anna Christie – Marthy Owens
- 1929: The Divine Lady – Mrs. Hart

## Fordítás
- Ez a szócikk részben vagy egészben  a   Marie_Dressler című angol Wikipédia-szócikk fordításán alapul.  Az eredeti cikk szerkesztőit annak laptörténete sorolja fel. Ez a jelzés csupán a megfogalmazás eredetét és a szerzői jogokat jelzi, nem szolgál a cikkben szereplő információk forrásmegjelöléseként.